# 후쿠오카현도 제261호선
후쿠오카현도 제261호선(일본어: 福岡県道261号門司東本町線, 후쿠오카현도 제261호 모지 히가시혼마치 선)은 후쿠오카현 기타큐슈시 모지구를 이어주는 일반 현도이다. 인근에는 혼슈 초입부로 진입시킬 수 있는 국도 터널인 간몬 국도 터널과도 접근 가능하나, 국도 전용 도로가 아닌 인도일 경우 당연히 연결 가능하며 새벽에는 진입할 수 없다.

## 개요
- 기점 : 후쿠오카현 기타큐슈시 모지구 모지
- 종점 : 후쿠오카현 기타큐슈시 모지구 히가시혼마치

## 지리
- 통과하는 지자체 : 기타큐슈시 (모지구)
- 교차하는 도로 : 국도 제3호선 (히가시혼마치 - 진제이바시 교차로)

### 주요 연선 시설
- 메카리 신사(일본어판)
- 메카리 공원(일본어판)
- 헤이세이 지쿠호 철도 모지코 레트로 관광 선(일본어판, 중국어판)
  - 노포크히로바 역(일본어판) - 이데미쓰 비주쓰칸 역(일본어판)